# Asedio de Malakand
El asedio de Malakand, que duró entre el 26 de julio y el 2 de agosto de 1897, fue un asedio a la guarnición del ejército británico en Malakand región de la Provincia de la Frontera del Noroeste, por ese entonces zona colonial de la India británica. El ejército británico se enfrentó a una fuerza tribal de pastunes cuyas tierras se habían dividido en dos por la Línea Durand, la línea de (2.445 kilómetros) era la frontera entre Afganistán y la India británica elaborada al final de las guerras anglo-afganas para ayudar a contener la influencia del Imperio ruso en el subcontinente indio.

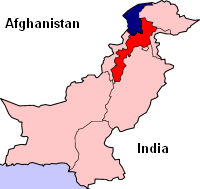
La localización de la división de Malakand (azul) dentro de la provincia moderna de la frontera del noroeste de Paquistán (rojo)

El malestar causado por la división de las tierras pastunes llevó al levantamiento en armas de Saidullah, un fakir  pastún que lideró un ejército de al menos 10,000 hombres en contra de la guarnición británica en Malakand. Aunque las fuerzas británicas estaban divididas en un número de posiciones pobremente defendidas, la pequeña guarnición en el campamento de Malakand Sur y la pequeña fortaleza en Chakdara fueron capaces de resistir durante seis días contra el ejército pastún, que era mucho más grande.
El asedio a Malakand se levantó cuando una columna de socorro enviada desde posiciones británicas en el sur fue mandada para ayudar al general William Hope Meiklejohn, comandante de las fuerzas británicas en Malakand. Junto a esta fuerza de socorro iba el teniente segundo Winston Churchill, que más tarde publicó su relato como La historia de la Fuerza Expedicionaria de Malakand: Un episodio de la Guerra de la Frontera.

## Antecedentes
La rivalidad entre los británicos y el imperio ruso, llamado " El Gran Juego ", por Arthur Conolly, se centró en Afganistán durante el siglo XIX. Desde la perspectiva británica, la expansión de Rusia amenazó con destruir la llamada "joya de la corona" del Imperio Británico, la India. Mientras las tropas del zar en Asia Central sostenían un Kanato tras otro, los británicos temían que Afganistán se convertiría en un punto de partida para una gran invasión rusa a la India. En este contexto, los británicos lanzaron la primera guerra anglo-afgana en 1838, e intentaron imponer un régimen títere bajo el mando de Shuja Shah Durrani. El régimen fue de corta duración, y no era sostenible sin el apoyo militar británico. Después de esto los rusos enviaron una misión diplomática a Kabul en 1878, aunque no había sido invitada, y las tensiones se renovaron exigiendo Gran Bretaña que el gobernante de Afganistán en ese momento Sher Ali Khan aceptara también una misión diplomática británica. La misión diplomática fue rechazada, y en represalia los británicos, enviaron una fuerza de 40.000 hombres a través de la frontera, lo que inició la segunda guerra anglo-afgana.
Después de llegar a un estancamiento virtual con estas dos guerras contra los afganos, los británicos impusieron la Línea Durand en 1893, que dividió a Afganistán y la India británica (ahora la Provincia de la Frontera del Noroeste, las Áreas Tribales bajo Administración Federal y Baluchistán provincia de Pakistán). Nombrada en honor a Sir Mortimer Durand, el ministro de Exteriores del gobierno de la India británica. Este nombre fue acordado por el Emir de Afganistán (Abdur Rahman Khan) y los representantes del Imperio Británico, acuerdo que fue profundamente resentido por los afganos. Su propósito era servir como una zona de amortiguamiento para inhibir la propagación de la influencia rusa hacia la India británica.

## Fuerza de Campo en Malakand
La fuerza de campo británica en Malakand utilizó la ciudad de Nowshera como base de operaciones. Nowshera se encuentra al sur del río Kabul "A dos horas en tren desde Rawalpindi". Al mando del coronel Schalch, la base sirvió como un hospital, mientras que la guarnición normal se encontraba a 47 millas (76 km) de distancia en Malakand Pass, en lo que era conocido como el Malakand Sur Camp.  Esta fuerza consistía en un regimiento de caballería británica, un regimiento de caballería de la India y un batallón de infantería de la India. Winston Churchill, quien acompañaría a la fuerza de socorro como segundo teniente y corresponsal de guerra, describió el campo como "... una gran taza, de la que el borde se divide en numerosas grietas y puntos irregulares. En la parte inferior de esta copa es el campamento de 'cráter'". Churchill continúa afirmando que el campamento era visto como algo puramente temporal y era indefendible, como consecuencia de sus condiciones de hacinamiento y el hecho de que estaba dominado por las alturas circundantes. Un campamento cercano, North Malakand, se estableció también en las llanuras de Khar, con la intención de mantener el gran número de tropas que no podían encajar en el campamento principal. Ambas posiciones fueron acuarteladas durante dos años con poco temor de ser atacados por una fuerza mayor de 1000. Los oficiales llevaron a sus familias, y el campamento celebró regulares partidos de polo y competiciones de tiro.

## Brote de la batalla
Hacia 1897, las noticias de los disturbios en las aldeas pastunes cercanas habían llegado a las guarniciones británicas en Malakand. El mayor Deane, el agente político británico, destacó el creciente malestar entre los cipayos pastunes acuartelados con los británicos. Sus advertencias fueron dadas a conocer oficialmente a los oficiales de alto rango en el 23 de julio 1897. Sin embargo, se esperaba que no fuera más que una escaramuza menor Los rumores hablaban de un nuevo líder religioso, Saidullah el Sartor Fakir (también conocido como el mulá de Mastun), que llegaba para "barrer" a los británicos e inspirar una jihad, Según los informes, distribuidos en los bazares de Malakand durante julio. Saidullah se hizo conocido entre los británicos como "El Gran Fakir", "Mad Fakir" o el "Mad Mullah", y por los pastunes como lewanai faqir, o simplemente, lewanai, que significa "Dios-en estado de embriaguez".
El 26 de julio, mientras los oficiales británicos jugaban al polo cerca del campamento de Malakand North, los espectadores indígenas que estaban viendo el partido se enteraron de una fuerza pashtun que se aproximaba y huyeron. El general de brigada Meiklejohn, comandante de las fuerzas de Malakand, fue informado por Deane que "los asuntos habían asumido un aspecto muy grave" y que había pillares armados que se reunían cerca. Se requirieron refuerzos de Mardan (51 km) y el teniente P. Eliott-Lockhart partió a las 1.30 a. m..  A las 21.45, se recibió un último telegrama informando a la guarnición que los Fakir habían pasado Khar y avanzaban hacia Malakand. El telegrama también declaró que ni las tropas ni el pueblo actuarían contra él, y que las colinas al este del campamento estaban cubiertas de Pathans. Poco después, se cortó el cable de comunicación.

### Noche de Julio 26/27

#### Campo del sur
Durante la noche del 26 de julio, después de las 10 de la noche, un mensajero llegó con la noticia de que el enemigo había llegado a la aldea de Khar, a tres millas de Malakand. Una llamada de corneta fue inmediatamente sonó dentro del campamento. El Teniente Coronel McRae, al mando de los 45 Sikhs, dos unidades de la 31ª Infantería de Punjab, dos Pistolas de la Batería de la Montaña No. 8 y un Escuadrón de los 11os Lanceiros de Bengala, debían ser enviados al Paso de Amandara, Con órdenes para mantener la posición; Sin embargo, la columna de Pashtún ya había llegado al campamento de Malakand del Sur, sorprendiendo a los defensores británicos, y comenzó a abrir fuego en la guarnición con mosquetes. McRae inmediatamente envió a un pequeño número de hombres bajo el mando Taylor por un camino del "flanco derecho" del campamento para determinar la fortaleza y la ubicación del enemigo; El propio McRae siguió con su propio grupo pequeño. Ambos partidos apuntaron a dar un giro brusco en la carretera que se aproximaba, donde, flanqueados por barrancos, esperaban mantener la fuerza atacante. McRae, con cerca de 20 hombres, abrió fuego contra los miembros de las tribus pashtun y comenzó una lucha contra la retirada de 50 pasos por el camino antes de detenerse en un intento de detener el ataque. Taylor fue herido mortalmente en el incidente y rápidamente murió; McRae sufrió una herida en el cuello. Sin embargo, a las dos de la madrugada, los refuerzos bajo el mando del teniente Barff habían permitido a los británicos rechazar el ataque pashtún. Los despachos oficiales del general Meiklejohn señalaron que:
"No hay duda de que la gallarda resistencia hecha por este pequeño cuerpo en la garganta, contra números muy superiores, hasta la llegada del resto del regimiento, salvó al campamento de ser arrastrado por ese lado, y no puedo hablar lo suficientemente bien del comportamiento del Teniente Coronel McRae y del Mayor Taylor en esta ocasión ".

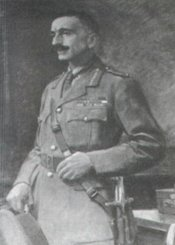
Edmund William Costello como general de brigada

Mientras tanto, las fuerzas pastunes habían asaltado con éxito el campamento en otros tres lugares, y las líneas de piquete de la 24 ª Infantería de Punjab fueron rápidamente invadidas. Los tiradores de Pashtun que ocupaban las alturas cercanas infligieron víctimas durante toda la noche, y el bazar y los edificios circundantes fueron ocupados. Otras unidades del 24, bajo el teniente Climo, retomaron el área y la sostuvieron hasta las 10:45 p. m., pero bajo fuego de tiradores fueron expulsados. Las fuerzas de Pashtun rompieron a través en un número de otras localizaciones. El teniente Watling, al mando de un grupo de tropas británicas que custodiaban las tiendas de municiones de Quarter Guard, resultó herido, perdiendo las tiendas en el proceso. Meiklejohn condujo a un pequeño grupo de zapadores, miembros del 24 y capitán Holland, Climo de la carga anterior, y el teniente Manley para recapturar el vertedero de la munición; Holland y el general resultaron heridos, y el grupo se agotó gravemente, ya que por dos veces no pudieron volver a tomar el vertedero, pero un tercer intento tuvo éxito. Sin embargo, el continuo fuego cruzado de las tropas pastunes hirió a varios oficiales británicos, colocando el mando del 24 con Climo. Hacia la 1:00 a. m. en la mañana del 27 de julio, el teniente Edmund William Costello rescató a un herido herido mientras estaba bajo fuego y más tarde fue galardonado con la Cruz Victoria por sus acciones.

#### Campo del norte

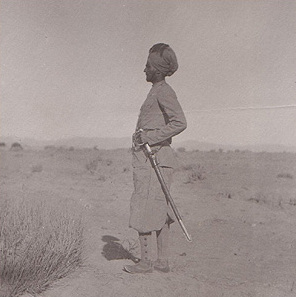
Los cipayos indios de los batallones 24 y 31 de Punjab recibieron elogios por sus acciones durante el asedio.

Durante la primera noche de la batalla, la guarnición de Malakand North no había visto mucha acción a pesar de estar en la posición más expuesta, y había pasado gran parte de la noche disparando bengalas y maniobrando unidades de artillería. En respuesta Meiklejohn ordenó un reconocimiento de la vecindad, con lo cual el Mayor Gibbs, el comandante de la fuerza, encontró grandes grupos de tribus en el valle. Posteriormente, se le ordenó finalmente que recoja sus fuerzas y almacenes de Malakand North, y los transfiera al campo sureño.